# Atmosferilije
Atmosferilije su fizikalno i kemijski djelotvorni sastojci atmosfere, koji su odgovorni za razgradnju stjenovitog sastava Zemljine kore te koroziju metalnih površina. Među takve pripadaju kemijski spojevi sumpora i dušika (osobito kisele kiše). U širem smislu atmosferilije su i sve vrste oborina (kiša, snijeg i druge), kao i plinovi koji čine atmosferu (kisik, dušik, argon i drugi).

## Oblaci i oborine
Ako u nekom dijelu Zemljine atmosfere koji je zasićen vlagom pada temperatura, kondenzirat će se vodena para i stvarati vodene kapljice. Stvaraju li se te kapljice blizu tla, nastat će magla, a stvaraju li se u većim visinama, nastat će oblaci. Oblaci nastaju i na taj način da se topli zrak kao specifički lakši diže uvis, gdje je niža temperatura. Sadrži li taj zrak veliku količinu vlage, ona će se zbog ohlađivanja kondenzirati, i time će nastati oblaci. Stvaranju magle pogoduju prašina i dim koji se nalaze u zraku. Čestice prašine i dima čine jezgre kondenzacije vodene pare koja je ohlađena ispod rosišta. Zimi odnosno na visokim planinama, kada je temperatura vrlo niska, smrzavaju se vodene kapljice u sitne kristale, koje stvaraju snijeg. 
Kiša se sastoji od krupnih kapljica vode. Da bi iz oblaka padala kiša, moraju od sitnih kapljica nastati krupnije, jer sitne kapljice padaju sporo, pa se na putu ispare. Ljeti zbog brzog i velikog zagrijavanja diže se u visinu zrak s velikim sadržajem vlage, gdje se ohladi ispod 0 °C. Kako ljeti sadrži zrak više vlage nego zimi, stvorit će se ohlađivanjem veliki kristali odnosno led, koji pada kao tuča na Zemlju. Zemaljska površina gubi noću ižarivanjem velik dio topline, koju je danju primila putem Sunčeve svjetlosti. Zbog toga nastaje ohlađivanje zraka, a time kondenzacija suvišne vlage u obliku kapljica na površini Zemlje. To je rosa. Zimi zbog istog razloga nastaje ohlađivanje ispod 0 °C, a time smrzavanje rose u obliku iglica, što se zove mraz. 
Sve navedene meteorološke pojave, to jest kiša, snijeg, tuča, rosa i mraz, koje nastaju zbog kondenzacije vodene pare u zraku, zovu se oborine. Količina oborina mjeri se visinom sloja vode u milimetrima po četvornom metru (mm/m2) koga bi stvorila voda oborina kad bi ostala na tlu, a da se ne ispari, a niti otiče u zemlju. Na primjer ako se kaže da je u toku 24 sata na nekom mjestu količina oborina 2 mm, to znači da je palo toliko kiše da na svaki m2 dolazi 2 litre vode. Naime sloju vode visine 1 mm na površini od 1 m2 odgovara količina vode od 1 litre, to jest 1 dm3. Suhi krajevi imaju ispod 500 mm oborina godišnje. Za mjerenje količine oborina služi mjerni instrument kišomjer, pluviometar ili ombrometar.

### Kisela kiša
Kisela kiša je svaka oborina koja ima višu kiselost (nižu vrijednost pH) od one očekivane iz prirodnih izvora (pH oko 5). Kao suvremeni, kritični problem, prepoznat je u 1970-ima prvo u skandinavskim zemljama, a zatim i u srednjoj Europi. Uzroci nastanka kisele kiše nisu sasvim jasni. U nekim područjima uzrokom su dušikovi oksidi, u drugima sumporovi oksidi, koji nastaju izgaranjem ugljena ili naftnih derivata, primjerice u termoelektranama, automobilskim motorima te u postrojenjima za dobivanje i pročišćavanje kovina, a s vodenom parom iz zraka stvaraju dušičnu, odnosno sumpornu kiselinu. Zakiseljavanjem tla i vode kisela kiša šteti šumama (umiranje šuma), poljodjelskim kulturama, životu u tlu i vodi (ugibanje riba) te ljudskomu zdravlju (preko pitke vode i prehrambenog lanca). 